# Mauprat (téléfilm)
Pour les articles homonymes, voir Mauprat.
Mauprat est un téléfilm français en deux épisodes réalisé par Jacques Trébouta et diffusé sur la Première chaîne les 7 et 8 janvier 1972. C’est une adaptation de l’œuvre de George Sand.

## Synopsis
La vie de Bernard de Mauprat de l'enfance à l'âge adulte, entre le Berry et Paris.

Premier épisode :
Dans le Berry, Bernard de Mauprat vient de perdre sa mère. Son grand-père Tristan, un homme notoirement cruel, l'emmène avec lui dans son château, la Roche-Mauprat. Dans ce repaire de brigands, entraîné par ses oncles, Bernard apprend à devenir un bandit.
Un jour, Bernard fait la connaissance de Patience, un paysan voisin aux idées révolutionnaires qui n'a peur de rien... 

Deuxième épisode :
Bernard de Mauprat est un sauvage quand il rencontre Edmée, une cousine intelligente et cultivée. Il s'installe chez le père de celle-ci, Hubert, auprès de qui il va parfaire son éducation. Tous les trois partent bientôt pour Paris... 

## Fiche technique
Source : IMDb, sauf mention contraire
- Réalisateur : Jacques Trébouta
- Scénariste : Jacques Trébouta[1] adapté d'après le roman éponyme de George Sand publié en 1837
- Adaptation : Michel Mohrt[1],[2]
- Pays d'origine : France
- Genre : Film dramatique
- Durée : 3h00 (2 parties de 95 minutes)[2]
- Date de diffusion : les 7 janvier 1972 et 8[3] sur la Première chaîne de l'ORTF[2]

## Distribution
- Jacques Weber : Bernard de Mauprat
- Gilles Laurent : Bernard de Mauprat (enfant)
- Karin Petersen : Edmée
- Henri Virlojeux : Patience
- Edmond Beauchamp : Tristan, le grand-père
- Henri Nassiet : Hubert
- Clément Harari : Jean
- Jean-Pierre Bernard : Antoine
- Pascal Tersou : Léonard
- Yves Gabrielli : Laurent
- Paul Rieger : un paysan
- Bruno Balp : un moine
- Pascal Sellier : Sylvain
- Xavier Depraz : Marcasse/Narcisse
- Robert Rimbaud : l'Abbé Aubert
- Georges Beauvilliers : l'Officier
- Jean-Louis Rolland : Monsieur de la Marche
- Jean Ghis : Saint-Jean
- Andrée Champeaux : Melle Leblanc
- Maurice Bourbon : le Comte
- Frédérique Ruchaud : la Marquise
- Marc Coutant : un gentilhomme
- Micheline Kahn : la servante
- Yvon Sarray : le médecin
- Alexis Dumay : le métayer
- Jean Berger : le président
- Jacques Lalande : l'avocat du Roi
- André Dumas : l'avocat de la défense